# Haematortyx
Haematortyx is een monotypisch geslacht van vogels uit de familie fazantachtigen (Phasianidae).

## Soorten
De enige soort in dit geslacht is:
- Haematortyx sanguiniceps – Roodkopbospatrijs